# 宇津峰
宇津峰（うづみね）または宇津峯は、福島県の田村郡と石川郡（現在は郡山市と須賀川市）の境にある独立峰宇津峰山（標高677メートル）の山域全体を利用した日本の城（山城）。星が城・雲水峯の別称がある。国の史跡に指定されている。

## 歴史および沿革
南北朝時代初期に宇津峰山麓を支配していた守山城主・田村宗季（庄司）は奥羽地方の南朝側における有力武将の一人であった。当時の奥羽地方でも他地域の例に漏れず南朝と北朝の総力戦が至るところで発生していた。しかし、奥羽南朝軍の中心的存在であった北畠顕家や結城宗広が戦死あるいは病死すると、宗広の子・結城親朝の寝返りなどもあって情勢は徐々に北朝有利となっていった。
1346年、北朝方は南朝方の立て籠もる霊山城などの奥羽各諸城を一斉攻撃し、宇津峯城もこのとき落城する。しかし、観応の擾乱の余波が奥羽にも及んで北朝方が分裂すると、奥羽の南朝軍は勢力を挽回し、1351年の冬にはついに奥羽地方の支配拠点である多賀国府を奪回する。
ところが、翌1352年初めには再び北朝に国府を占領されてしまい、南朝方の北畠顕信は後醍醐天皇の孫・守永王（宇津峯宮）を奉じて再び宇津峯に立て籠もった。宇津峯城は要害堅固であり、また、田村庄司一族の奮戦もあって、北朝方をなかなか寄せ付けなかった。しかし、やはり時の勢いには勝てず、南朝方の拠点も徐々に落とされていく。
1353年4月、北朝軍は宇津峯城の一斉攻撃に入り、5月4日、宇津峯はついに陥落する。守永王と顕信は出羽、さらには北奥羽へ逃れ、奥羽地方の南北朝の戦いはこの戦いを最後に事実上終結したのである。また、田村庄司一族も戦いに敗れたことによりその勢力は大幅に失われ、やがては奥羽の歴史舞台から消滅するのである。
なお、戦国時代に三春城を本拠として田村庄一帯を治めた田村氏はこの田村庄司家とは同族関係にない。

## 遺跡概況および史跡指定
宇津峰は、宇津峰山全体が城として利用された日本の城であり、今も「千人溜」「長子城」などの地名が残されている。
「千人溜」は城跡の西端に近く、高さ1.8メートル内外の土塁によって囲まれた18-20メートル四方の曲輪で、なかに石の祠がある。
これに東接する地域を「長子城」と呼称しており、その東端に面した地点には空堀の痕跡がある。また、ここでは、階段的に半腹を削った数層の平地面を確認している。
宇津峰山の山頂には「雲水峰城址」と刻された石碑がある。
1931年（昭和6年）7月31日、国の史跡に指定された。